# Ditlev Engel
Ditlev Engel (født 24. maj 1964 på Frederiksberg) er en dansk erhvervsleder, der var administrerende direktør for Vestas Wind Systems A/S fra 2005 til august 2013.
Engel blev samfundssproglig student fra Kildegaard Gymnasium i 1983, gennemførte den 1-årige hhx fra Niels Brock i 1984 og blev i 1990 HD i regnskabsvæsen og økonomistyring fra Handelshøjskolen i København. 
I 1985 kom han til Hempel, hvor han blev elev og senere udstationeret som servicemedarbejder i Rotterdam (1986), salgskoordinator i København (1988), assistent general manager i Hong Kong (1990) og fra 1995 administrerende dirketør for Hempel i Norge. I 1997 blev han administrerende direktør for Hempel i Hong Kong, men vendte i 1999 tilbage til København, hvor han først blev salgs- og marketingdirektør og fra 2000 koncernchef. I 2005 skiftede han branche og blev administrerende direktør for vindmølleproducenten Vestas. 21. august 2013 blev han dog fyret fra denne stilling.
Han er desuden medlem af hovedbestyrelsen i Dansk Industri og bestyrelsesmedlem i Dampskibsselskabet Torm. Tidligere har han været repræsentantskabsmedlem i Topdanmark, ligesom han tidligere også har været medlem af VL-gruppe 48.
Engel har to børn sammen med Marianne Engel, som er hofdame for prinsesse Marie.

## Anerkendelser
- 2008: Årets leder[2]